# Gorna Birkova, Pazardjik
Gorna Birkova (în bulgară Горна Биркова) este un sat în comuna Velingrad, regiunea Pazardjik,  Bulgaria. 

## Demografie
Componența etnică a satului Gorna Birkova
     Turci (14,15%)
     Bulgari (10,37%)
     Nicio identificare (28,77%)
     Altele (46,69%)
La recensământul din 2011, populația satului Gorna Birkova era de 212 locuitori. Nu există o etnie majoritară, locuitorii fiind turci (14,15%) și bulgari (10,37%). Pentru 28,77% din locuitori nu este cunoscută apartenența etnică.